# Peer Borsky
Peer Borsky (n. 5 noiembrie 1990, Zürich, cantonul Zürich, Elveția) este un scrimer elvețian specializat pe spadă, laureat cu bronz mondial pe echipe în 2014 și în 2015 și campion european pe echipe la Campionatul European de Scrimă din 2014.
În sezonul 2014–2015 a cucerit prima sa medalie de Cupa Mondială, argintul, la Grand Prix-ul de la Doha.

## Palmares
Clasamentul la Cupa Mondială
| An  | 2010 | 2011 | 2012 | 2013 | 2014 | 2015 |
| --- | ---- | ---- | ---- | ---- | ---- | ---- |
| Loc | 865  | 137  | 129  | 108  | 99   | 24   |

## Legături externe
- Materiale media legate de Peer Borsky la Wikimedia Commons
- de  peerborsky.ch Arhivat în 3 august 2016, la Wayback Machine., site-ul oficial
- en  Prezentare Arhivat în 24 septembrie 2015, la Wayback Machine. la Confederația Europeană de Scrimă
- en Peer Borsky la Olympedia.org